# André Rosseel

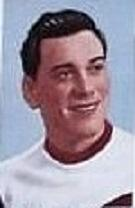
André Rosseel (1948)

André Rosseel (* 23. November 1924 in Lauwe; † 8. Dezember 1965 in Roeselare) war ein belgischer Radrennfahrer.

## Sportliche Laufbahn
Rosseel war im Straßenradsport aktiv. 1946 wurde Rosseel belgischer Juniorenmeister im Straßenrennen. 1947 wurde er Berufsfahrer im Radsportteam Alcyon-Dunlop und fuhr bis 1957 als Profi. Seine bedeutendsten Erfolge waren jeweils zwei Etappenensiege in der Tour de France 1951 und 1952. Rosseel war in Eintagesrennen wie im Omloop van Midden-Vlaanderen 1947, Gent–Wevelgem 1951, im Vlaamse Pijl 1955 und im Circuit des régions frontalières 1956 erfolgreich. Er gewann auch einige Etappenrennen: 1948 und 1950 Dwars door Vlaanderen, 1951 die Algerien-Rundfahrt (Tour d’Afrique du Nord) mit zwei Etappensiegen und 1954 die Tour du Nord vor Florent Rondelé mit zwei Etappensiegen. In seiner letzten Saison gelangen ihm einige Siege in Rundstreckenrennen und Kriterien.
Rosseel bestritt alle Grand Tours. In der Tour de France 1951 wurde er 21., 1952 belegte er den 28. Rang. 1948 schied er aus. Den Giro d’Italia Giro d’Italia 1954 beendete er auf dem 32. Rang. In der Vuelta a España 1957 wurde er 30. des Endklassements.